# Рябов, Виктор Васильевич (историк)
Ви́ктор Васи́льевич Ря́бов (22 июля 1937, с. Усинское, Куйбышевская область — 26 февраля 2025, Москва) — советский и российский историк, доктор исторических наук (1977), профессор (1979), член-корреспондент РАО с 9 декабря 2009 года по Отделению философии образования.

## Биография
Выпускник Саратовского государственного университета (1961), окончил аспирантуру МГУ.
В 1962 году вступил в КПСС. В 1967 году защитил кандидатскую диссертацию «Партийное руководство воспитанием рабочей молодёжи в условиях строительства коммунистического общества (1959—1965 гг.)». С 1967 по 1973 года работал заместителем заведующего отделом науки и учебных заведений Куйбышевского обкома КПСС.
С 1973 года руководил Куйбышевским педагогическим институтом, а с 1977 года — Куйбышевским государственным университетом. В 1977 году защитил докторскую диссертацию «Борьба КПСС за осуществление ленинской программы коммунистического воспитания молодежи в условиях строительства коммунизма».
В 1984 году стал секретарём Куйбышевского обкома КПСС, а с 1986 года работал в ЦК КПСС: отдел науки и учебных заведений (до 1989 года), идеологический (до 1990 года) и гуманитарный (заведующий в 1990—1991 годах) отделы. Член ЦК КПСС (1990—1991).
С 1986 по 1991 год В. В. Рябов был профессором МГУ им. М. В. Ломоносова, РГГУ, проректором Российской академии управления, заместителем начальника Управления научно-технической политики Министерства науки и технологий РФ.
В 1995 году основал и возглавил Московский городской педагогический университет. С 2013 по 2025 год являлся его президентом.
Скончался 26 февраля 2025 года. Похороны состоялись 2 марта на Троекуровском кладбище.

## Основные работы
- Некоторые вопросы партийного руководства комсомолом в современных условиях: материал в помощь пропагандистам системы полит. просвещения молодёжи / Куйбышевский обком ВЛКСМ. Кабинет комсомольского полит. просвещения. — Куйбышев, 1967. — 27 с.
- Владимир Ильич Ленин о молодёжи. — Куйбышев, 1968. — 54 с. — (Навстречу 50-летию ВЛКСМ / Куйбышевский обком ВЛКСМ. Лекторская группа).
- Великие заветы [В. И. Ленина]. — Куйбышев: Кн. изд-во, 1969. — 72 с.
- Верность идее: О коммунистическом воспитании молодёжи. — Куйбышев: Кн. изд-во, 1972. — 167 с.
- Коммунистическое воспитание молодежи в условиях развитого социализма / Под ред. О. И. Тернового. — Саратов: Изд-во Сарат. ун-та, 1979. — 191 с
- Организация комплексного подхода к воспитанию студентов в педагогическом вузе: учебное пособие. — Куйбышев, 1979. — 77 с.
- Наумов В. П., Рябов В. В., Филиппов Ю. И. Об историческом пути КПСС: поиски новых подходов. — М. : Политиздат, 1990. — 206,[1] с.; ISBN 5-250-00987-5
- Рябов В. В., Хаванов Е. И. Общественный интерес, общественные движения и политические партии / Рос. акад. управления. — М., 1992. — 62 с.
- Рябов В. В., Хаванов Е. И. Политические партии как субъект кадровой политики в обществе / Рос. акад. управления, Ин-т гос. кадровой политики и социал. управления. — М.: Луч, 1993. — 59,[1] с.; ISBN 5-7005-0149-X
- Рябов В. В., Хаванов Е. И. Государственное управление как сфера сотрудничества политических партий / Рос. акад. управления, Центр гос. кадровой политики и социал. управления, Исслед. проект «Модель демократии для России». — М. : РАУ, 1994. — 47,[2] с.
- Рябов В. В., Хаванов Е. И. Между народом и властью. Российская многопартийность: проблемы становления / В. В. Рябов, Е. И. Хаванов; Моск. гор. пед. ун-т. — М. : Изд-во Рос. акад. гос. службы, 1995. — 200 с.
- Рябов В. В., Хаванов Е. И. История в современном обществе: учебное пособие к курсу «Введение в историю». — М.: МГПУ, 1996. — 71,[1] с. — (Учебные пособия. Моск. гор. пед. ун-т).
- Рябов В. В., Хаванов Е. И. История и общество / Правительство Москвы, Ком. образования. Моск. гор. пед. ун-т. — М.: Жизнь и мысль, 1999. — 173, [3] с.; ISBN 5-8455-0004-4
- Рябов В. В., Хаванов Е. И. Общественно-политические движения в Новое и Новейшее время: учеб. пособие по гуманитар. дисциплинам для студентов ист. фак. пед. вузов и учащихся общеобразоват. учреждений с углубл. изучением гуманитар. предметов / Правительство Москвы. Ком. образования. Моск. гор. пед. ун-т. — М.: Жизнь и мысль : Моск. учеб., 2001. — 254, [1] с.; ISBN 5-8455-0017-6
- Жизнь в ЦК, или ЦК изнутри. — М.: Жизнь и мысль : Моск. учеб., 2005 (АО Моск. учеб. и Картолитография). — 206, [1] с., [24] л. цв. ил.; ISBN 5-8455-0062-1
- Рябов В. В., Хаванов Е. И. Студенчество на рубеже веков: историческое сознание и гражданское становление / Правительство Москвы, Департамент образования г. Москвы, Моск. гор. пед. ун-т. — М.: Жизнь и мысль : Моск. учеб., 2005. — 175 с.; ISBN 5-8455-0063-X
- Романова Е. С., Рябов В. В. Психологические аспекты в творчестве Ф. М. Достоевского. — М.: Московский гор. пед. ун-т, 2007. — 171, [2] с. : цв. ил., табл., факс.; ISBN 978-5-243-00253-0
- К истории создания и развития педагогического университета в Москве. — М.: Московский городской пед. ун-т, 2008. — 350 с., [8] л. цв. ил. : табл., факс.; ISBN 978-5-243-00000-6
- Леванов Б. В., Корнилов В. А., Рябов В. В. История России XIX—XX вв.: учебное пособие по дисциплине ГСЭ. Ф.03 «Отечественная история» для студентов вузов неисторических специальностей. — М.: ВЛАДОС, 2008. — 605 с. : табл. — (Учебник для вузов (УВ)).; ISBN 978-5-691-01689-9
- Рябов В. В., Хаванов Е. И. Политические партии — общество — государство / Департамент образования г. Москвы, Гос. бюджетное образовательное учреждение высш. проф. образования г. Москвы «Московский гор. педагогический ун-т». — М.: Московские учебники, 2014. — 287 с. : табл.; ISBN 978-5-7853-1527-3
- Рябов В. В., Хаванов Е. И. Поколения выбирают маршруты. Наша Родина — наш дом / Департамент образования г. Москвы, Гос. авт. образовательное учреждение высш. образования г. Москвы «Московский гор. пед. ун-т» (ГАОУ ВО МГПУ). — М.: Инженер, 2016. — 171 с.; ISBN 978-5-7013-0168-7

Составитель и редактор
- Шагай вперёд, комсомольское племя: очерки истории куйбышевского комсомола / [Ред. коллегия: В. В. Рябов и др.]. — 2-е изд., испр. и доп. — Куйбышев: Кн. изд-во, 1974. — 383 с. : ил.
- Партийное руководство комсомолом и вопросы коммунистического воспитания молодежи / Ред. коллегия: …В. В. Рябов (отв. ред.) [и др.]. — М.; Куйбышев, 1976. — 141 с.. — (Научные труды / МБИ ССО РСФСР. Проблемный совет «КПСС и массовые организации трудящихся в период стр-ва коммунизма». Министерство просвещения РСФСР. Куйбышев. гос. пед. ин-т им. В. В. Куйбышева; Т. 181).
- Проблемы комплексного подхода к коммунистическому воспитанию студенческой молодежи: управление воспитательным процессом в вузе / Куйбышев. гос. ун-т; [Редкол.: В. В. Рябов (отв. ред.) и др.]. — Куйбышев: КГУ, 1980. — 162 с.
- Управление воспитательным процессом в вузе : Межвуз. сб. / Куйбышев. гос. ун-т и др.; [Редкол.: В. В. Рябов (отв. ред.) и др.]. — Куйбышев : КГУ, 1983. — 125 с. : ил.
- Проблемы современного образования: Сб. науч. тр. / Правительство Москвы. Моск. ком. образования. Моск. гор. пед. ун-т; [Ред. совет.: Рябов В. В. и др.]. — М.: Моск. гор. пед. ун-т, 1999. — 142 с. : табл.
- Отечественная история : учебное пособие / Департамент образования г. Москвы, Московский гор. пед. ун-т; [Рябов В. В. и др.]. — М.: Московские учебники, 2007. — 575 с.; ISBN 978-5-243-00251-6
- Самарцы в Москве: страницы истории Самарского землячества / под общ. ред. В. В. Рябова. — Самара: Офорт, 2011. — 243 с. : ил., цв. ил., портр.; ISBN 978-5-473-00733-6
- Менеджмент в образовании: примерная образовательная программа подготовки магистра по направлению 44.04.01 «Педагогическое образование» / под ред. В. В. Рябова ; Ин-т педагогики и психологии образования. — М.: Перо, 2015. — 262 с. : табл.; ISBN 978-5-00086-630-6

## Награды и премии
- Орден Трудового Красного Знамени[3][6]
- Орден «Знак Почёта»[2][3][6]
- Медаль ордена «За заслуги перед Отечеством» I степени (2006)[7][3]
- Медаль ордена «За заслуги перед Отечеством» II степени (1998)[8][3]
- Заслуженный работник высшей школы Российской Федерации (2011)[9]
- Премия Правительства Российской Федерации в области образования (1999, 2009)[10][11]